# زمین‌لرزه ۱۹۹۸ اکوادور
زمین‌لرزه اکوادور  در تاریخ ۴ اوت ۱۹۹۸ میلادی، برابر با ‎۱۳ مرداد ۱۳۷۷، ساعت ۱۸:۵۹:۲۰ به زمان یوتی‌سی در اکوادور رخ داد. ژرفای این زلزله ۲۵٫۹ کیلومتر بود، و بزرگی آن ۷٫۱ در مقیاس Mw اعلام شده‌است. زمین‌لرزه به وقت محلی در روز سه‌شنبه، ساعت ۱۳ روی داده و منطقه زمانی آن یوتی‌سی -۵ بوده‌است .
سازمان زمین‌شناسی آمریکا نیز رومرکز این زمین‌لرزه را در مختصات ۰°۳۵′۳۵″جنوبی ۸۰°۲۳′۳۵″غربی / ۰٫۵۹۳°جنوبی ۸۰٫۳۹۳°غربی و ژرفای آن را در ۳۳ کیلومتر گزارش کرده‌است. بزرگی برگزیدهٔ این سازمان از میان بزرگی‌های محاسبه‌شدهٔ مختلف ۷٫۲ در مقیاس Mw بوده و از دید اثر، در میان چهار دسته‌بندی «نامحسوس»، «محسوس»، «زیان‌آور» یا «با تلفات»، زلزله را «با تلفات» اعلام کرده‌است.نزدیک به ۶۰ درصد ساختمان‌ها در Canoa در زمین‌لرزه خراب شده‌است.رانش زمین در آن به وجود آمده‌است.
پروژهٔ «تنسور گشتاور مرکزوار» زاویه‌های (راستا، شیب، ریک) گسل سازندهٔ زمین‌لرزه و صفحه عمود بر آن را (°۲۷، °۱۵، °۱۲۴) یا (°۱۷۲، °۷۸، °۸۲) و نوع گسل را «معکوس» فرارسانده‌است.
شمار کشتگان زلزله حدود ۳ نفر بوده‌است.تعداد زخمیان ۴۰ نفر برآورده شده‌است.بی‌خانمان شدگان نیز ۷۵۰ نفر اعلام شده‌است.